# Locomotiva FS 482
Le locomotive gruppo 482 erano locomotive a vapore con tender costruite in Austria per il servizio sulle linee acclivi del Brennero e in Val Pusteria che le Ferrovie dello Stato acquisirono come "bottino di guerra" dopo il 1918.

## Storia
Alla fine della prima guerra mondiale vennero a trovarsi nel territorio nazionale diversi tipi di locomotive ferroviarie di costruzione tedesca e austriaca sia come risarcimento danni che come bottino di guerra rimaste soprattutto sulle linee divenute italiane in conseguenza del nuovo confine.  Tra queste è il gruppo di 10 locomotive appartenenti al gruppo austriaco SB 580 fatte costruire a partire dal 1912 dalla Südbahn per le linee della Val Pusteria, del Brennero e del Semmering e in parte rimaste in Italia dopo l'armistizio del 1918 entro i nuovi confini; vennero successivamente reimmatricolate nel parco rotabili delle Ferrovie dello Stato assumendo la classificazione di "Gruppo 482.001-010". Dopo il 1923 vennero affiancate e rimpiazzate al Brennero dalle 18 nuove locomotive del gruppo 480 dello stesso rodiggio "1'E".Una delle locomotive, la 482.009, venne consegnata nuova di fabbrica nel 1920.

Dopo la seconda guerra mondiale due macchine, la 482.003 e la 482.004, rimasero in mano jugoslava ricevendo il numero di gruppo JDZ 07.104-105 per essere reimmatricolate poi come 145.004-005.

## Caratteristiche
La locomotiva del gruppo 482 era una macchina di rodiggio 1-5-0, a vapore surriscaldato, a 2 cilindri e semplice espansione.
Il suo peso in servizio era di 81,1 t, la velocità massima 70 km/ora. Era in grado di trainare treni di 310 t sulle rampe del Brennero spesso alla testa di treni espressi.

## Corrispondenza locomotive ex SB e numerazione FS
| Numero e gruppo FS | numero e gruppo SB | fabbrica | anno di fabbricazione | cessione             | Note                 |
| ------------------ | ------------------ | -------- | --------------------- | -------------------- | -------------------- |
| 482.001            | 580.02             | StEG     | 1912                  | 1940 (nolo?) alla DR |                      |
| 482.002            | 580.12             | StEG     | 1913                  | 1940 (nolo?) alla DR | preda (?) JDZ 145.04 |
| 482.003            | 580.20             | StEG     | 1913                  | 1940 (nolo?) alla DR | preda (?) JDZ 145.05 |
| 482.004            | 580.21             | StEG     | 1913                  | 1940 (nolo?) alla DR |                      |
| 482.005            | 580.22             | StEG     | 1915                  | 1941 (nolo?) alla DR |                      |
| 482.006            | 580.25             | StEG     | 1917                  | 1940 (nolo?) alla DR |                      |
| 482.007            | 580.26             | StEG     | 1917                  | 1940 (nolo?) alla DR |                      |
| 482.008            | 580.27             | StEG     | 1917                  | 1940 (nolo?) alla DR |                      |
| 482.009            | 580.28             | StEG     | 1920                  | 1940 (nolo?) alla DR |                      |
| 482.010            | 580.24             | StEG     | 1917                  | 1940 (nolo?) alla DR |                      |